# Sorocephalus claviger
Sorocephalus claviger là một loài thực vật có hoa trong họ Quắn hoa. Loài này được (Knight) Hutch. miêu tả khoa học đầu tiên năm 1912.